# Sexred

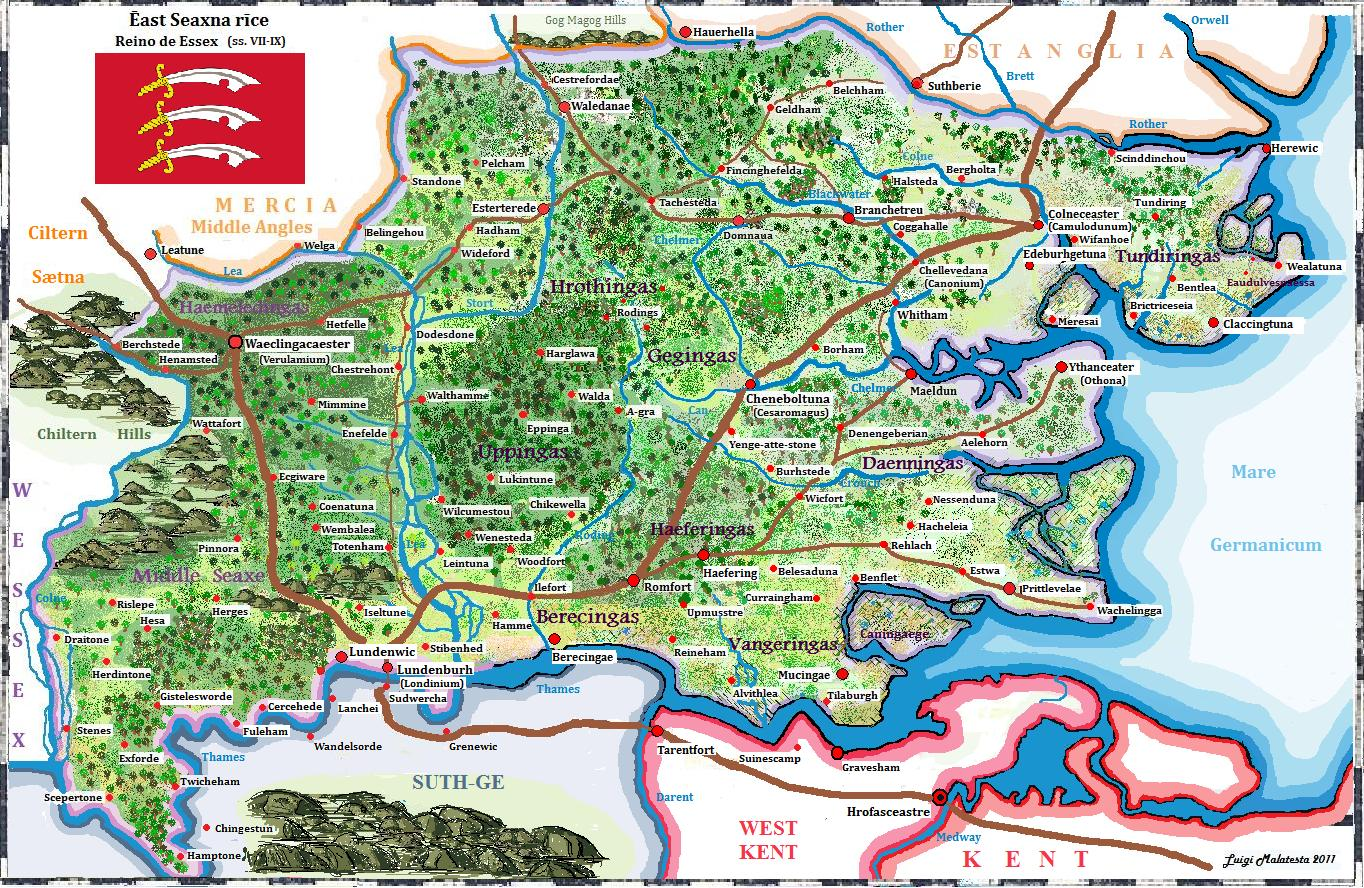
Essex in de vroege Angelsaksische periode.

Sexred (ook wel Seaxred genoemd; ? - 617) was van 616/617 tot 617 samen met zijn broer Saeward (en mogelijk ook een derde broer) koning van het Angelsaksische koninkrijk Essex.

## Leven
Sexreds vader Sæberht had naast Sexred twee andere zonen, Sæward en iemand wiens naam niet is overgeleverd. De broers gaven na de dood van hun vader in 616/617 het christelijke geloof op en bestegen gezamenlijk de troon. Sexred verdreef samen met zijn broers de Londense bisschop Mellitus uit Essex. Er zijn echter geen aanwijzingen voor algemene christenvervolgingen. Veeleer zou het zijn geweest om de hegemonie van Kent te breken, waarvan de koning Æthelberht I het christendom in 604 in Essex had ingevoerd en heidense culten had verdrongen.
In 617 sneuvelde Sexred samen met zijn broer in een slag tegen de West-Saksische Gewissæ. Zijn neef Sigeberht I was de opvolger op de troon.